# Cyprinella bocagrande
Cyprinella bocagrande är en fiskart som först beskrevs av Chernoff och Miller 1982.  Cyprinella bocagrande ingår i släktet Cyprinella och familjen karpfiskar. IUCN kategoriserar arten globalt som akut hotad. Inga underarter finns listade i Catalogue of Life.